# Waves (Chanel West Coast)
Waves è il secondo album in studio della cantante statunitense Chanel West Coast, pubblicato nel 2015.

## Tracce
1. Looking Forward – 4:13
2. I Like New – 3:52
3. Tinted Windows – 3:25
4. Let The Money Fall – 3:16
5. She Love It – 4:05
6. We Gone – 2:58
7. Make 'Em Mad – 3:06
8. Caliente – 3:38
9. By Tonight – 3:12
10. What You Know About That – 3:47
11. Waves – 3:17